# Łubno (województwo podkarpackie)
Łubno – wieś w Polsce, położona w województwie podkarpackim, w powiecie rzeszowskim, w gminie Dynów. Leży nad Łubienką, lewym dopływem Sanu.
Wieś jest siedzibą rzymskokatolickiej parafii św. Jana Chrzciciela należącej do dekanatu Dynów.
W połowie XIX wieku właścicielem posiadłości tabularnej w „Łubnie z Kazimirzówką” był Zbigniew Trzecieski.
W latach 1954–1972 wieś należała i była siedzibą władz gromady Łubno. W latach 1975–1998 miejscowość administracyjnie należała do województwa przemyskiego.
W centrum wsi zlokalizowany jest murowany kościół z 1927 roku, budynek szkoły podstawowej oraz budynek ochotniczej straży pożarnej.
We wsi istniało Państwo Gospodarstwo Rolne należące do Kombinatu Państwowych Gospodarstw Rolnych w Bachórzu. PGR powstał na dawnych posiadłościach dworu.

## Części wsi
| SIMC    | Nazwa        | Rodzaj    |
| ------- | ------------ | --------- |
| 0601774 | Buda         | część wsi |
| 0601780 | Dół          | część wsi |
| 0601797 | Fuksówka     | część wsi |
| 0601805 | Hruniówka    | część wsi |
| 0601811 | Jawornik     | część wsi |
| 0601828 | Kaźmierówka  | część wsi |
| 0601834 | Kiełbasówka  | część wsi |
| 0601840 | Koniówka     | część wsi |
| 0601857 | Kustrówka    | część wsi |
| 0601863 | Łazek        | część wsi |
| 0601870 | Łubienka     | część wsi |
| 0601886 | Pod Guzem    | część wsi |
| 0601892 | Pod Magarą   | część wsi |
| 0601900 | Podlas       | część wsi |
| 0601917 | Potok        | część wsi |
| 0601923 | Przygórze    | część wsi |
| 0601930 | Saulanka     | część wsi |
| 0601946 | Szymanów     | część wsi |
| 0601952 | Tućkówka     | część wsi |
| 0601969 | Widłakówka   | część wsi |
| 0601975 | Wielgosówka  | część wsi |
| 0601981 | Wierzchowina | część wsi |
| 0601998 | Zagroda      | część wsi |

## Urodzeni we wsi
- Hiacynt Łobarzewski (1814-1862), prawnik i botanik, badacz flory Karpat, profesor Uniwersytetu Lwowskiego.

- Szymon Syrski (1824-1882), polski zoolog, profesor zoologii Uniwersytetu Lwowskiego.
- Damian Romuald Hładyłowycz (1845–1892), ukraiński pedagog, filolog, publicysta[7]
- Leon Stankiewicz (1892-1968), adwokat, notariusz, działacz polityczny i społeczny, więzień okresu stalinowskiego.
- Michał Fuksa (1916-1989), profesor Akademii Górniczo-Hutniczej, specjalista budownictwa lądowego.
- Jurij Boreć (1922-2006), żołnierz Ukraińskiej Powstańczej Armii, emigracyjny pisarz, publicysta i mecenas.

## Osoby związane z wsią
- Toma Semeczka - proboszcz w latach 1828-1855
- Ołeksandr Żelechowskyj - proboszcz w latach 1855-1901